# Classroom of the Elite
Classroom of the Elite (ようこそ実力至上主義の教室へ, Yōkoso Jitsuryoku Shijō Shugi no Kyōshitsu e, lit. "Bem-vindo a Sala de Aula de Doutrina Suprema e Habilidade") é uma série de light novel japonesa escrita por Shōgo Kinugasa e ilustrada por Shunsaku Tomose. Uma adaptação para mangá ilustrada por Yuyu Ichino se iniciou na Monthly Comic Alive do Media Factory em 27 de janeiro de 2016. Uma adaptação para anime pelo estúdio de animação Lerche foi ao ar de julho a setembro de 2017. A segunda temporada foi lançada em julho de 2022. A terceira temporada estreiou em janeiro de 2024.

## Enredo
Em um futuro não muito distante, o governo japonês estabeleceu a Tokyo Metropolitan Advanced Nurturing School, dedicada a instruir e formar a geração de pessoas que sustentarão o país no futuro. Os alunos recebem um alto grau de liberdade a fim de imitar a vida real o mais próximo possível.
A história segue a perspectiva de Ayanokōji Kiyotaka, um garoto quieto e despretensioso que não é bom em fazer amizades e prefere manter distância. Ele é um estudante de classe D, que é onde a escola despeja seus alunos inferiores. Depois de encontrar Suzune Horikita e Kikyō Kushida, duas outras alunas de sua turma, a situação de Ayanokōji começa a mudar.

## Personagens

### Estudantes da Classe D
Kiyotaka Ayanokouji (綾小路 清隆, Ayanokōji Kiyotaka)
Voz de: Shōya Chiba
O principal protagonista que é um estudante desmotivado e é muito fraco em se comunicar com os outros. Ao tentar se tornar amigo dos outros, ele muitas vezes falha devido à falta de interesse e charme. Suas notas são intencionalmente médias e ele é muito consciente sobre como ele gasta seus pontos, no entanto, é revelado que ele tem a aptidão acadêmica e verdadeiro intelecto para chegar à classe superior, se quisesse, mas por algum motivo ele visava obter na Classe D. Foi mencionado pelo Presidente do Conselho Estudantil que ele intencionalmente obteve 50 de 100 pontos para cada disciplina no vestibular. Apesar de não exibir qualquer tipo de regime de fitness, ele é incrivelmente bem construído e é visto muito habilidoso em artes marciais, de tal forma que ele se manteve em uma luta contra o Presidente do Conselho Estudantil. Ele também é mostrado para ser extremamente inteligente como ele faz vários esquemas que enganam quase todos na escola. Em um flashback é mostrado que ele fazia parte de um experimento realizado por uma organização desconhecida que é de propriedade de seu pai, em uma instalação desconhecida chamada "White Room" que forçou as crianças a participar de uma imensa bateria de testes destinados a levantar e treinar crianças em adolescentes com capacidades quase super-humanas e ele é mostrado ser o único sobrevivente conhecido. Ele prefere ficar em segundo plano e usa outras pessoas como meio de implementar seus planos sempre que necessário. Ele é considerado como um narrador não confiável devido ao seu misterioso passado e mentiras.
Suzune Horikita (堀北 鈴音, Horikita Suzune)
Voz de: Akari Kitō
Ela é uma estudante alheia, fria e hostil, que é considerada uma beleza intelectual que se senta ao lado de Ayanokoji na sala de aula e também é cuidadosa sobre como ela gasta seus pontos. Como Ayanokoji, ela tem dificuldade de se comunicar com os outros, mas ao contrário dele, acha que os amigos são desnecessários. Ayanokoji é o único aluno em sua classe que ela fala e confia, ela parece expressar interesse em sua perspicaz e misteriosa personalidade e tem suas dúvidas sobre ele e seu misterioso passado, acreditando que ele está escondendo muito mais do que ele realmente permite. Ela também tem um irmão mais velho que estuda na mesma escola, e ele é o Presidente do Conselho Estudantil da escola que se distancia dela devido ao constrangimento de ser colocada na Classe D. Ela também tem conhecimento de artes marciais, como foi vista. lutando com Mio Ibuki, uma aluna do Classe C e se mantendo contra ela, apesar de estar doente na época. Sua atitude aparentemente melhora para melhor, já que ela reconhece sua própria hipocrisia ao admitir que não é diferente de seus colegas quando se depara com um grave problema.
Kikyou Kushida (櫛田 桔梗, Kushida Kikyō)
Voz de: Yurika Kubo
Uma garota popular que também está na Classe D, que tem uma personalidade aparentemente agradável e alegre e também está procurando fazer amizade com todos na escola. No entanto, por trás de sua fachada alegre e carinhosa, ela tem uma personalidade alternativa que é violenta, de sangue frio, detestável e manipuladora. Ela também mostra um profundo ressentimento em relação a Horikita, e ainda assim quer se aproximar dela por um motivo desconhecido. Nas light novel, ela revelou ser da mesma escola de Horikita e assumiu que Horikita descobriu sobre seu passado sombrio.
Airi Sakura (佐倉 愛里, Sakura Airi)
Voz de: M.A.O
Uma garota que gosta de fotografia, que foi colocada na Classe D, devido ao seu medo e nervosismo, fazendo com que ela tenha dificuldades para se comunicar e interagir com os outros. Ela odeia se destacar e gosta de tirar fotos. Ela foi originalmente revelada como sendo um ídolo, até que sua vida corria risco por um perseguidor que trabalhava em uma loja de conveniência ter tentando agredi-la, deixando-a incapaz de se destacar pelo resto de sua vida. Felizmente, Ayanokoji e Honami chegaram na hora certa, salvando a vida dela e o perseguidor foi preso pela polícia, graças às câmeras de segurança localizadas ao redor do campus e ao sistema de rastreamento por GPS nos celulares escolares de cada aluno. Ela então se sente profundamente grata a Ayanokoji, fazendo-a ter uma admiração por ele em salvá-la enquanto a inspira com suas encorajadoras palavras de sabedoria para sempre fazer mais do que ela teria feito.

### Estudantes da Classe C
Kakeru Ryuuen (龍園 翔, Ryūen Kakeru)
Voz de: Masaaki Mizunaka
Ele é retratado como o antagonista da série, e um estudante da classe C que tem uma reputação de ser um delinquente temido, onde ele governa a classe como um chefe da máfia, e tem um grupo de capangas que faz seu trabalho sujo.
Mio Ibuki (伊吹 澪, Ibuki Mio)
Voz de: Mikako Komatsu
Ela é uma aluna da Classe C que despreza a reputação suja de Ryuen como um infame delinquente. Não só ela possui excelente capacidade acadêmica, mas sua capacidade física também não deve ser subestimada. Ela é habilidosa em combate, tendo o conhecimento de várias habilidades marciais que podem rivalizar com as de muitos artistas marciais. Mio luta com Horikita, para confirmar se ela era a incendiária, e revela que ela roubou o cartão-chave de Horikita. Ela então é vista entregando o cartão-chave roubado para Ryuen. Ela foi revelada ser uma espiã para sua classe, enviada para se infiltrar na Classe D sob ordens de Ryuen, no entanto ela foi manipulada, controlada e usada por Ayanokoji junto com Ryuen e Katsuragi da Classe A, fazendo com que seu plano caísse em ruínas.

### Estudantes da Classe B
Honami Ichinose (一之瀬 帆波, Ichinose Honami)
Voz de: Nao Tōyama
Ela é uma das melhores alunas da Classe B, que é muito admirada e respeitada. No entanto, ao contrário da maioria dos outros estudantes que desprezam os alunos das classes mais baixas, ela é realista e não se importa de ser amiga de alguns deles, como Kushida e Ayanokouji. Ela obteve uma quantidade enorme de pontos privados através de meios desconhecidos, e parecia ser reservada, fazendo com que Ayanokoji se perguntasse como ela conseguiu tantos pontos. Ela também expressou seu interesse pelas verdadeiras habilidades e verdadeira inteligência de Ayanokoji ao se perguntar sobre isso, mais especificamente sobre por que ele esconde seus verdadeiros talentos dos outros. Na light novel, ela se torna um membro do Conselho Estudantil e ela é vista como tendo um relacionamento próximo com Ayanokoji, a quem ela ocasionalmente provoca e flerta, já que eles são vistos se dando muito bem e trabalham bem juntos. Ayanokoji, no entanto espalhou rumores sobre sua enorme quantidade de pontos, que foi revelado ser legalmente obtido por ela.
Ryuuji Kanzaki (神崎 隆二, Kanzaki Ryūji)
Voz de: Akihisa Wakayama
Ele é um estudante da Classe B, que é visto como bastante inteligente e amigável, e ao lado do Ichinose, não se importou em ajudar Ayanokoji a provar a inocência de Sudo no violento caso do incidente da Classe C.

### Estudantes da Classe A
Alice Sakayanagi (坂柳 有栖, Sakayanagi Arisu)
Voz de: Rina Hidaka
Ela é a principal líder da Classe A, que parece estar incapacitada, levando-a a andar com uma bengala. Ela é mostrada como uma aluna altamente inteligente, como ela parece ter um conhecimento muito alto das regras da escola e do sistema-S. Ryuen da Classe C menciona como ela ainda está atuando como a "Rainha" da escola por estar na Classe A. Há uma intensa rivalidade entre ela e Ryuen ao lado de suas respectivas classes, pois ela acha que seus desafios contra a Classe A são interessantes, mas em última instância fúteis. No volume 5 da light novel, ela foi revelada saber sobre o "White Room" e enigmaticamente revela que ela conhece Ayanokoji, onde ela o conheceu 8 anos e 243 dias atrás no passado. Segundo ela, ela o conhece muito bem e tudo sobre seu passado misterioso, embora ele negasse o conhecimento dela e não parecesse se lembrar dela.
Kouhei Katsuragi (葛城 康平, Katsuragi Kōhei)
Voz de: Satoshi Hino
Ele é um homem inteligente e o aluno mais respeitado da Classe A, que assume toda a responsabilidade de sua classe. Por alguma razão, ele tem um passado conturbado ao ser rejeitado a se juntar ao conselho estudantil por seus fracassos desconhecidos.

### Conselho Estudantil
Manabu Horikita (堀北 学, Horikita Manabu)
Voz de: Yūichirō Umehara
Ele é o irmão mais velho de Suzune Horikita e o presidente do conselho estudantil da escola. Ele também é altamente respeitado pelos altos escalões da sociedade estudantil da escola. No entanto, ele despreza Suzune por estar na classe baixa, pois sua presença ameaça sua reputação no conselho estudantil. Manabu é mostrado como um homem muito sério e inteligente, que está ligado ao seu papel como o Presidente do Conselho Estudantil e também é mostrado por ser bastante habilidoso em artes marciais, como visto em sua briga com Ayanokoji.
Akane Tachibana (橘 茜, Tachibana Akane)
Voz de: Konomi Kohara
Ela é a Secretária do Conselho Estudantil, que é vista com o Presidente do Conselho Estudantil da escola, Manabu, quase o tempo todo e tem sentimentos por Manabu.

### Funcionários da Escola
Sae Chabashira (茶柱 佐枝, Chiyabashira Sae)
Voz de: Rina Satō
Ela é a professora da sala de aula Classe D, que é muito fria e apática com sua própria classe, embora possa ser subornada pelo preço certo, quando estava disposta a vender uma nota a um aluno que corre o risco de ser expulso. Ela é a única que conhece a verdade por trás da designação da Classe D para os alunos com aspectos defeituosos e o potencial oculto de Ayanokoji como o aluno "mais defeituoso" e excelente na classe D. Ela também ameaçou que ele fosse expulso se ele não subisse para a classe A imediatamente, por conter sua verdadeira habilidade e inteligência. Não se sabe por que ela quer que ele suba para uma classe mais alta. Uma possível razão poderia ser que ela provavelmente sente que está desperdiçando seus verdadeiros talentos estando na classe mais baixa em vez de estar na classe mais alta que ele merece. Mais tarde, ela revelou a Ayanokoji que era o desejo de seu pai ser expulso e que seu pai afirmou que Ayanokoji escolheria a expulsão de sua própria vontade.
Chie Hoshinomiya (星之宮 知恵, Hoshinomiya Chie)
Voz de: Hisako Kanemoto
Ela é a professora de sala de aula da Classe B, com uma reputação de ser uma desajeitada e um bêbada. Apesar de suas peculiaridades, ela parece ser perspicaz ao reconhecer que Kiyotaka Ayanokōji, um aluno da Classe D, que ela nunca conheceu, pode representar um problema para sua aula com base no que Ichinose lhe contou sobre ele. Nos light novels, ela formou um vínculo muito único com Ayanokoji, a quem ela provoca e até mesmo flerta com ele apesar de ser uma professora, embora se mostre um pouco desconcertada com seu comportamento excêntrico.

## Mídias

### Light novel
A série é escrita por Shōgo Kinugasa com ilustrações de Shunsaku Tomose e foi publicada no selo MF Bunko J da Media Factory desde 2015; até setembro de 2019, onze volumes e três volumes curtos foram lançados, sendo estes correspondestes ao 1º ano da turma D. Desde janeiro de 2020 até julho de 2024, doze volumes e dois volume curto foram lançados, correspondentes ao 2º ano da turma D. Seven Seas Entertainment licenciou a série.

### Anime
Uma adaptação para anime foi anunciada e ao ar de 12 de julho a 27 de setembro de 2017 na AT-X e outros canais. Seiji Kishi e Hiroyuki Hashimoto dirigiram o anime na Lerche. Aoi Akashiro lidou com a composição da série, enquanto Kazuaki Morita desenhou os personagens. O tema de abertura "Caste Room" foi composto pela cantora japonesa ZAQ, e o tema de encerramento "Beautiful Soldier" por Minami. Crunchyroll transimitu a série via streaming. Em 21 de fevereiro de 2022, foi anunciado que uma sequência estava em produção.
| No. | Título | Transmissão Original   |
| --- | --- | ---------------------- |
| 1   | "悪とは何か――弱さから生ずるすべてのものだ。 ( Aku to wa Nani ka Yowasa kara Shōzuru Subete no Mono da.)" "O que é mal - tudo resultante da fraqueza" | 12 de julho de 2017    |
| 2   | "才能を隠すのにも卓越した才能がいる。 ( Sainō o Kakusu noni mo Takuetsu Shita Sainō ga Iru.)" "Eu tenho um talento excepcional para esconder talentos." | 19 de julho de 2017    |
| 3   | "人間は取引をする唯一の動物である。骨を交換する犬はいない (Ningen wa Torihiki o Suru Yuiitsu no Dōbutsu de Aru. Hone o Kōkan Suru Inu wa Inai)" "O homem é um animal que faz barganhas: Nenhum outro animal faz isso - Nem cachorros trocam ossos uns com outros." | 26 de julho de 2017    |
| 4   | "他人が真実を隠蔽することに対して、我々は怒るべきでない。なぜなら、我々も自身から真実を隠蔽するのであるから。 (Tanin ga Shinjitsu o Inpei Suru Koto ni Taishite, Wareware wa Okoru Beki Denai. Nazenara, Wareware mo Jishin kara Shinjitsu o Inpei Suru no de Aru kara)" "Não devemos nos zangar com os outros que escondem a verdade. Porque também escondemos a verdade de nós mesmos." | 2 de agosto de 2017    |
| 5   | "地獄、それは他人である。 (Jigoku, Sore wa Tanin de Aru)" "Inferno, é um estranho." | 9 de agosto de 2017    |
| 6   | "嘘には二種類ある。過去に関する事実上の嘘と未来に関する権利上の嘘である。 (Uso ni wa Nishurui Aru. Kako ni Kan Suru Jijitsujō no Uso to Mirai ni Kan Suru Kenrijō no Uso de Aru.)" "Existem dois tipos de mentiras. É uma mentira virtual sobre o passado e uma mentira certa sobre o futuro."                                                                                            | 16 de agosto de 2017   |
| 7   | "無知な友人ほど危険なものはない。賢い敵のほうがよっぽどましだ。 (Muchi na Yūjin hodo Kiken na Mono wa Nai. Kashikoi Teki no Hō ga Yoppodo Mashida.)" "Não há nada perigoso como um amigo ignorante. Inimigos inteligentes são melhores." | 23 de agosto de 2017   |
| 8   | "汝等ここに入るもの、一切の望みを捨てよ。 (Nanjira Koko ni Hairu Mono, Issai no Nozomi o Sute yo.)" "Jogue fora toda a esperança, que você entra aqui." | 30 de agosto de 2017   |
| 9   | "人間は自由の刑に処されている。 (Ningen wa Jiyū no Kei ni Shosa rete Iru.)" "Humanos são condenados à liberdade" | 6 de setembro de 2017  |
| 10  | "裏切者の中で最も危険なる裏切者は何かといえば、すべての人間が己れ自身の内部にかくしているところのものである。 (Uragirimono no Naka de Mottomo Kiken'naru Uragirimono wa Nanika to Ieba, Subete no Ningen ga Onore Jishin no Naibu ni Kaku Shite Iru Tokoro no Mono de Aru.)" "O mais perigoso dos traidores é aquele que cada um esconde dentro de si."                                   | 13 de setembro de 2017 |
| 11  | "しかし概して人々が運命と呼ぶものは、大半が自分の愚行にすぎない。 (Shikashi gaishite Hitobito ga Unmei to Yobu Mono wa, Taihan ga Jibun no Gukō ni Suginai.)" "No entanto, o que a maioria das pessoas chama de destino é principalmente sua própria tolice." | 20 de setembro de 2017 |
| 12  | "天才とは、狂気よりも1階層分だけ上に住んでいる者のことである。 ( Tensai to wa, kyōki yori mo 1-kaisō-bun dake ue ni sunde iru mono no koto de aru.)" "O gênio vive apenas um andar acima da loucura." | 27 de setembro de 2017 |